# Holzminden

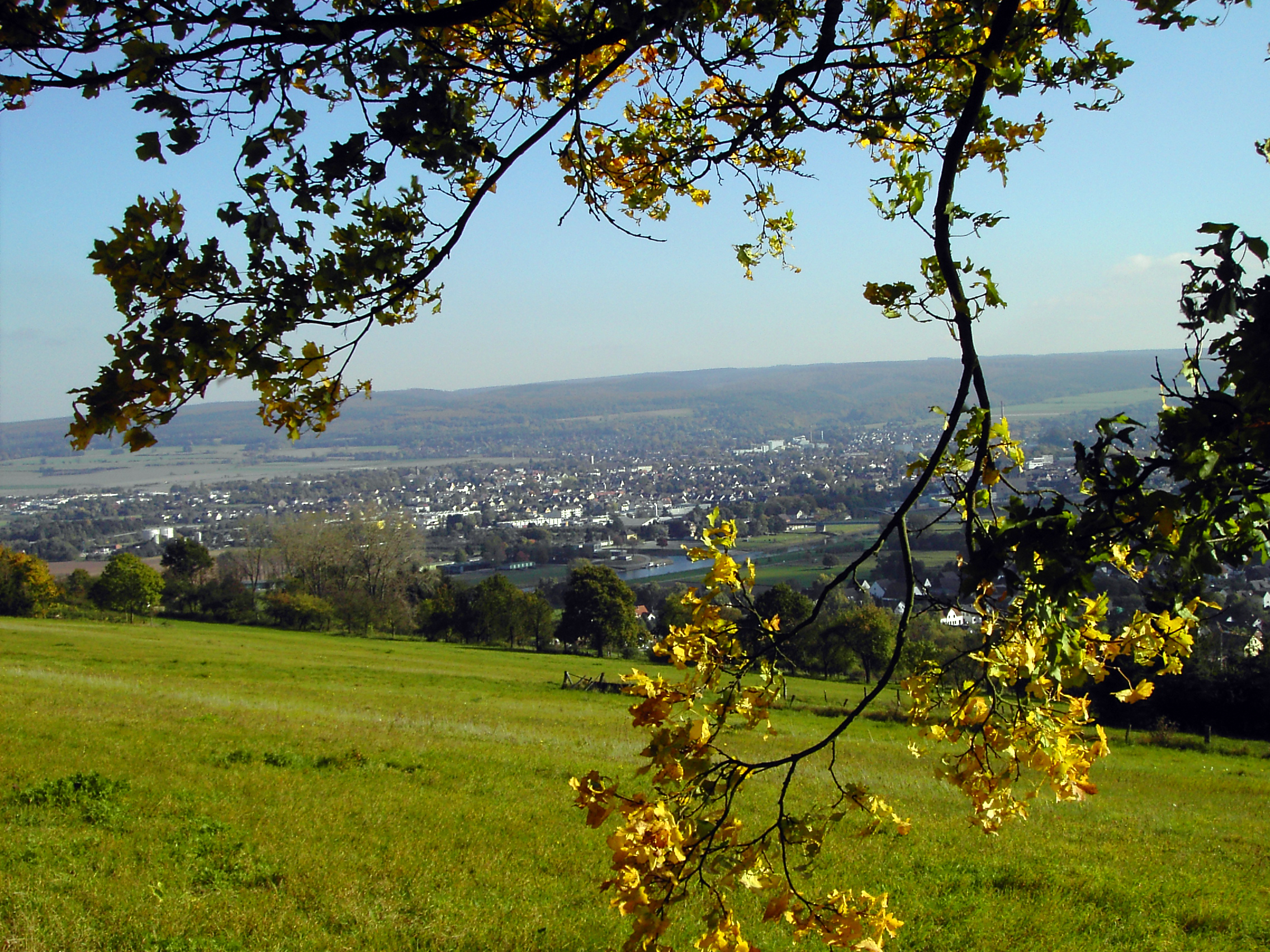
Panorama Holzminden

Holzminden – miasto powiatowe w Niemczech, w kraju związkowym Dolna Saksonia, siedziba powiatu Holzminden. Miejscowość leży nad rzeką Wezerą.